# کالاموسور
کالاموسور (نام علمی: Calamosaurus) نام یک سرده از راسته خزنده‌کفلان است.